# Скъпа, уголемих детето
„Скъпа, уголемих детето“ (на английски: Honey, I Blew Up the Kid) е американска научнофантастична комедия от 1992 г. който е вторият филм от поредицата „Скъпа, смалих децата“. Режисиран от Рандъл Клайзър и разпространен от „Уолт Дисни Пикчърс“, във филма участват Рик Моранис, Марша Страсман, Ейми О'Нийл и Робърт Оливери повтарят ролите си като семейство Салински, както и Кери Ръсел във филмовия й дебют.
Поредицата продължава с продължение, сериал и тематичен парк.